# Aristeu de Corint (almirall)
Aristeu (en llatí Aristeus en grec antic Αρισται̂ος "Aristaios") fou un comandant militar grec nascut a Corint, fill de Pèlic.
Segons diu Tucídides, va dirigir la flota dels corintis enviada contra la colònia d'Epidamnus l'any 436 aC.